# Пеленковщина (Зеньковский район)

Пеленковщина (укр. Пеленківщина) — село,
Власовский сельский совет,
Зеньковский район,
Полтавская область,
Украина.
Код КОАТУУ — 5321381605. Население по переписи 2001 года составляло 24 человека.

## Географическое положение
Село Пеленковщина находится на правом берегу реки Ташань,
выше по течению примыкает город Зеньков,
ниже по течению на расстоянии в 3 км расположено село Власовка.

## История
Село указано на специальной карте Западной части России Шуберта 1826-1840 годов как хутор Пеленкова